# Scopula nitidissima
Scopula nitidissima är en fjärilsart som beskrevs av Louis Beethoven Prout 1920. Scopula nitidissima ingår i släktet Scopula och familjen mätare. Inga underarter finns listade.